# Begrotingscrisis van de Verenigde Staten van 2013

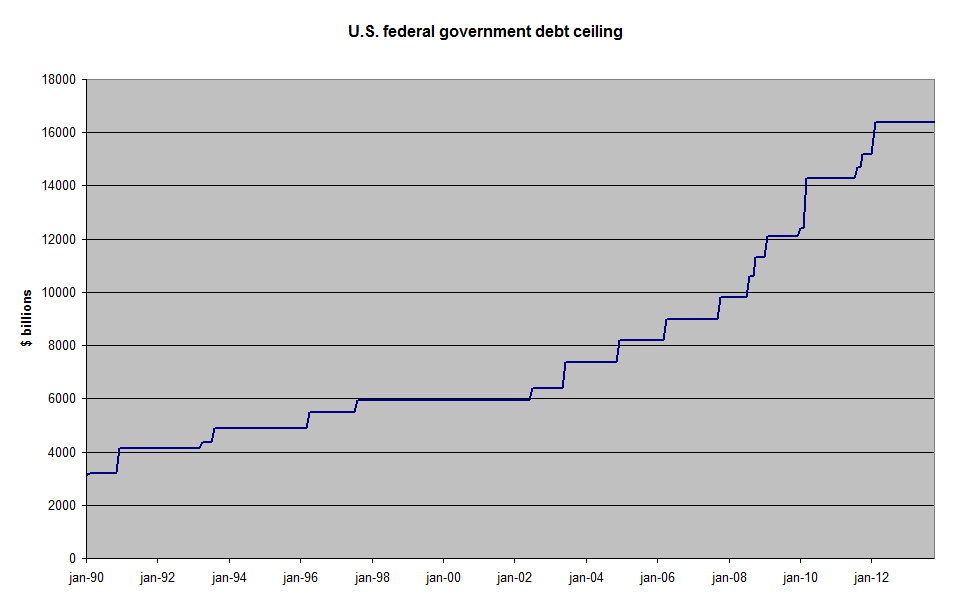
Verloop wettelijk schuldenplafond sedert 1990

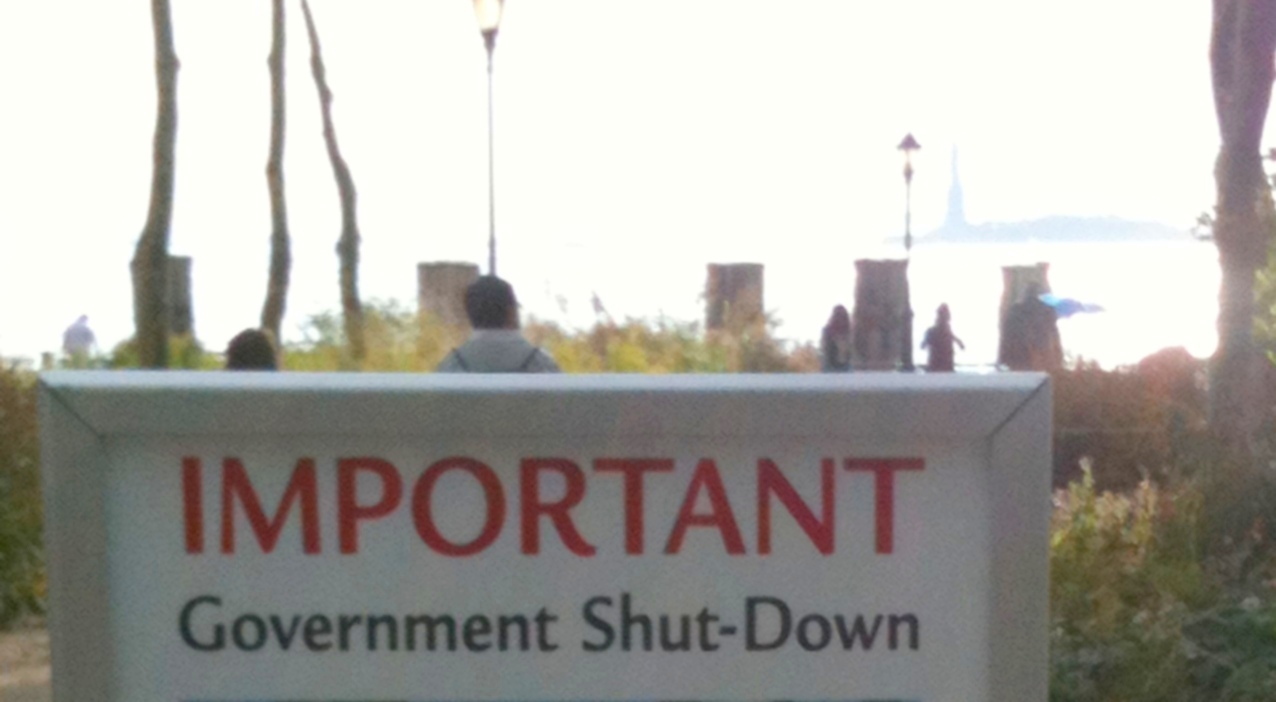
Kennisgeving van de 'government shutdown' op 1 oktober 2013 met het Statue of Liberty in de verte.

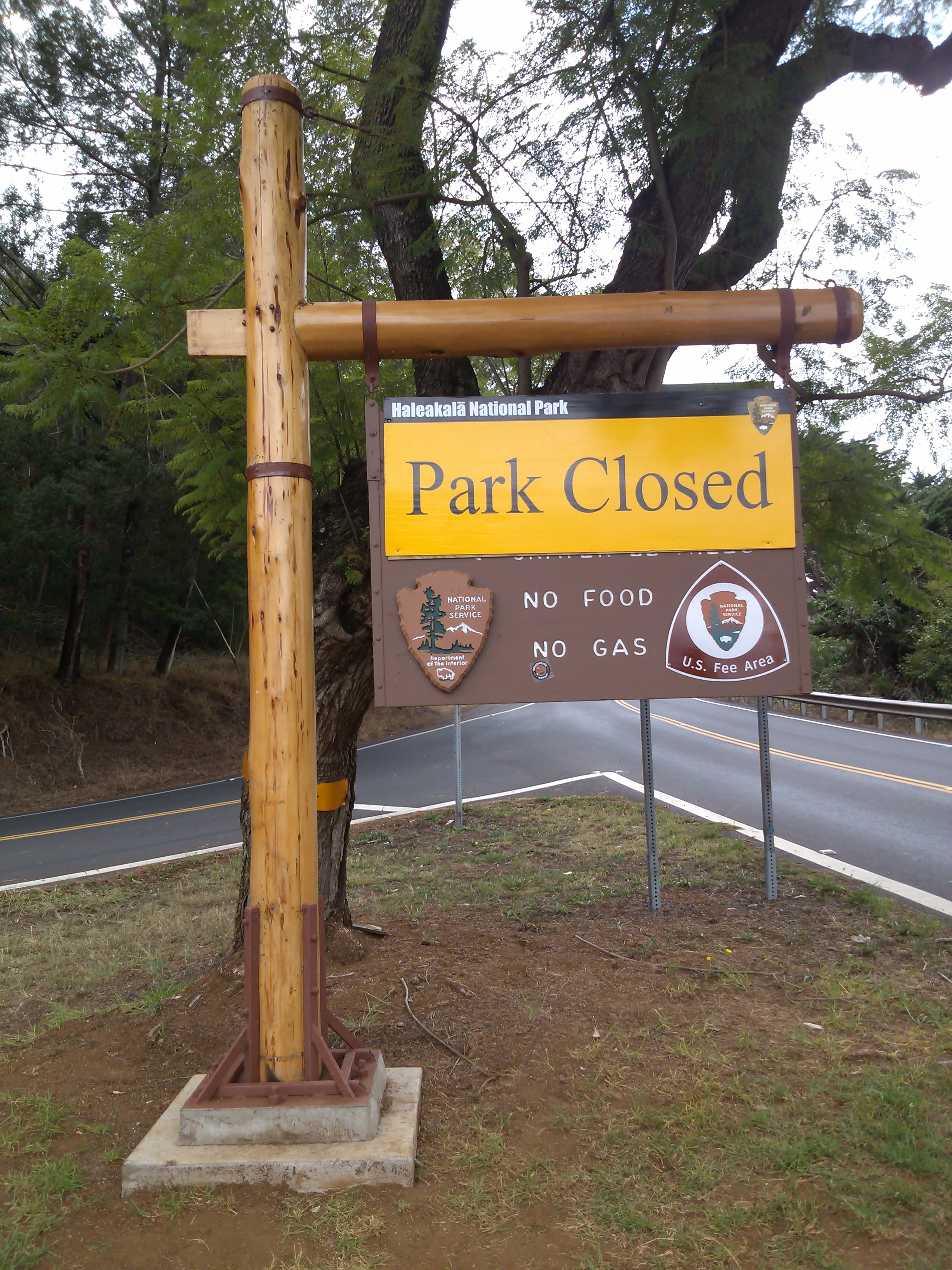
Mededeling dat ook het Haleakalā National Park gesloten is.

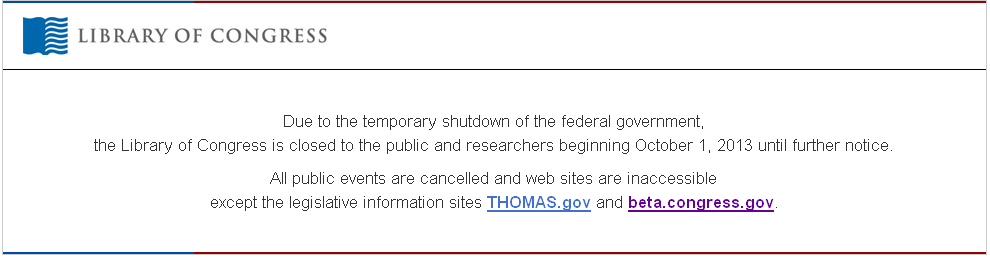
Aankondiging op de website van het Library of Congress dat men gesloten is

De begrotingscrisis van de Verenigde Staten van 2013 was het gevolg van een politiek conflict in de VS dat op 1 oktober 2013 leidde tot de sluiting van alle niet essentiële overheidsdiensten van de federale overheid, in het Engels government shutdown genoemd. Op 16 oktober 2013 werd een akkoord bereikt om de federale overheid budget te verlenen tot 15 januari 2014 in combinatie met een verhoging van het wettelijk vastgestelde schuldenplafond tot 7 februari 2014.
De economische problemen die leidden tot de staatsschuldencrisis van de Verenigde Staten van 2011 speelden in dit conflict een veel kleinere rol: de Amerikaanse conjunctuur draaide op dat moment redelijk bevredigend. De eigenlijke aanleiding tot dit conflict was de invoering van een verplichte algemene ziektekostenverzekering, officieel aangeduid als Patient Protection and Affordable Care Act bekend als "Obamacare". Tussen Democraten en Republikeinen (vooral de Tea Party, de conservatieve vleugel) bestond hierover een diepgaand ideologisch conflict. De republikeinen probeerden de invoering hiervan een jaar uit te stellen door de goedkeuring van de begroting voor het fiscale jaar van 1 oktober 2013 tot 30 september 2014 te blokkeren. De Democraten en president Obama weigerden hiermee in te stemmen, waardoor de gehele begroting niet kon worden vastgelegd.

## Appropriations authorityenschuldengrens
Twee begrippen speelden een rol: appropriations authority en het schuldenplafond (in het Amerikaanse politieke jargon en de overheersend Engelstalige financiële wereld: "debt ceiling"). De eerste term heeft betrekking op het jaarlijks toewijzen van gelden voor activiteiten, steeds voor één begrotingsjaar. Als de begroting op 1 oktober niet is goedgekeurd, moeten alle niet essentiële overheidsactiviteiten direct gestaakt worden, en worden de betrokken ambtenaren zonder salaris naar huis gestuurd. Het betreft onder meer nationale parken en musea. Een dergelijke sluiting van de overheid heeft meerdere malen plaatsgevonden, en placht doorgaans slechts enkele dagen te duren. De voorlaatste keer dateert van 1995 onder de regering Clinton. Ook werd, in afwachting van een akkoord, meerdere keren een tijdelijke toestemming voor het voortzetten van de activiteiten gegeven ("continuing resolution").
De tweede term is de aanduiding voor het maximumbedrag dat door de federale overheid aan leningen mag worden opgenomen. Eind september 2013 was dit 16.394 miljard dollar. Bij het bereiken van dit plafond konden activiteiten worden voortgezet doch zouden, nadat alle aanwezige kasmiddelen uitgeput waren, leveranciers niet betaald worden, of leningen niet afgelost worden ("default"). Tot op zekere hoogte zou dit (tijdelijk) kunnen worden afgewend met buitengewone maatregelen (waaronder onder meer het tijdelijk achterwege laten van stortingen in overheidspensioenfondsen) zou de schuldengrens op 17 oktober 2013 bereikt worden.

## Government shutdown
Hoewel de meningsverschillen tussen Republikeinen en Democraten over de begroting voor het nieuwe begrotingsjaar overkomelijk leken, gebruikten de Republikeinen de dreiging van een sluiting van de federale overheidsdiensten om alsnog wijzigingen in de wet op de gezondheidszorg te bewerkstelligen. Een van de blokkage-strategieën was het filibusteren, waarbij senator Ted Cruz, gebruikmaakte van zijn recht op onbeperkte spreektijd en 21 uur lang ononderbroken het woord voerde, teneinde iedere stemming onmogelijk te maken.
Op 27 september 2013 nam de Senaat een wetsvoorstel aan dat een sluiting van de federale overheid tot 15 november zou voorkomen; het Huis van Afgevaardigden besloot op 29 september een aantal onderdelen van de Affordable Care Act één jaar uit te stellen, in ruil voor een voortzetten van de financiering van de federale overheid tot 15 december. Op 30 september 's ochtends was nog geen compromis in zicht; ook niet in de loop van de dag.
Nadat op 30 september 2013 geen overeenstemming werd bereikt, begon op 1 oktober inderdaad de government shutdown; circa 800.000 federale ambtenaren werden naar huis gestuurd. Een groot aantal diensten sloot geheel, bij andere diensten werd de personeelsbezetting tot een minimum teruggebracht. In de tweede week van de shutdown kon overigens een aanmerkelijk aantal ambtenaren weer aan het werk gaan, er waren toen nog 450.000 ambtenaren thuis.
Na anderhalve week was nog steeds geen overeenstemming bereikt; verwacht werd dat medio oktober 2013 de federale overheid zou moeten beginnen met het opschuiven van betalingen. Op 16 oktober 2013 bereikten de Republikeinen en de Democraten in de Senaat alsnog een akkoord over de financiering van de overheid en een verhoging van het schuldenplafond. Ook in het Huis van Afgevaardigden werd een akkoord bereikt. Hierdoor kwam een einde aan de government shutdown. Het akkoord had slechts een beperkte strekking: de deadline voor een akkoord omtrent de begroting (dus voor het begrotingsjaar dat op 1 oktober 2013 was aangevangen) werd opgeschoven tot 13 december 2013, en de deadline voor een akkoord over het ophogen van de debt ceiling tot 7 februari 2014. Op 17 oktober gingen federale overheidsdiensten weer open.

## Gevolgen van de sluiting voor het toerisme

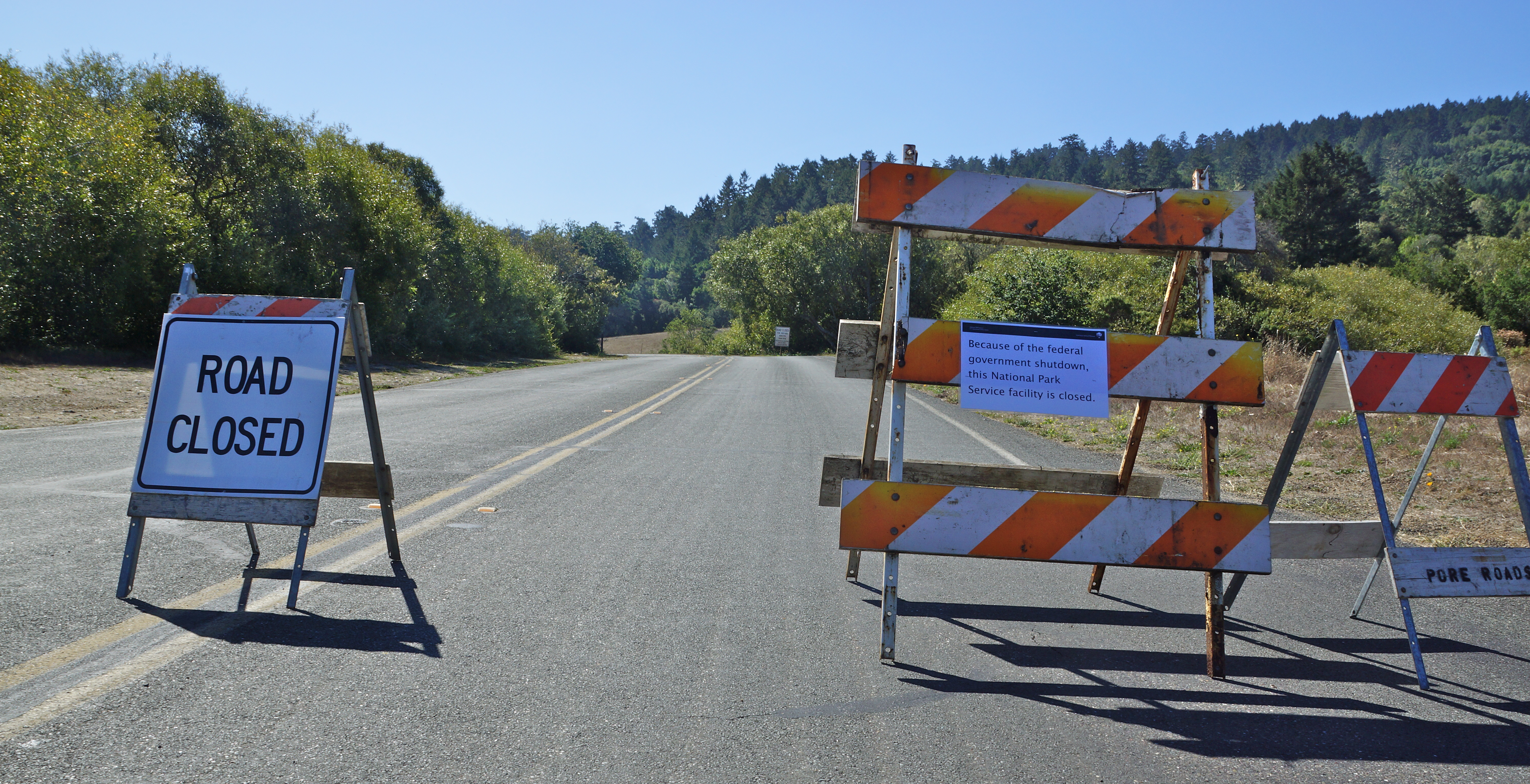
Wegversperring aan Point Reyes National Seashore.

De sluiting had gevolgen voor toeristen: alle niet essentiële overheidsinstellingen, waaronder federale musea, monumenten en parken moesten dicht. Vanaf 1 oktober 2013 geraakte niemand binnen in de Grand Canyon, Everglades en Yosemite National Park of bekende monumenten zoals het Vrijheidsbeeld. Het bleef moeilijk die grote parken volledig af te sluiten, theoretisch kon men te voet door de wegversperringen wandelen, maar dit werd sterk afgeraden aangezien er wilde dieren leven en het wettelijk verboden is. Bovendien behielden de parkrangers hun wettelijke bevoegdheid en konden ze, ofschoon ze niet bezoldigd werden, alle maatregelen treffen, van waarschuwing tot arrestatie. Het sluiten van de federale instellingen was niet alleen vervelend voor de toeristen, het leidde ook tot een groot inkomstenverlies voor die druk bezochte instellingen en de plaatselijke horeca. 
Op 12 oktober 2013 gingen de nationale parken in Utah weer open voor het publiek. De staat Utah had zelf geld vrijgemaakt om de opening van de parken te financieren voor 10 dagen. Indien nodig zou nadien nog meer geld worden vrijgemaakt.

## Gevolgen voorrating
Op 15 oktober plaatste Fitch Amerikaanse staatsleningen op "negative watch"; de markten raakten bezorgd over de vraag of $ 120 miljard aan op 17 oktober vervallend Amerikaans schatkistpapier op die dag zou worden terugbetaald. Het Chinese rating agency Dagong verlaagde (nadat het akkoord bereikt was!) de rating van de VS van A tot A-, met negative outlook.

## Begrotingsakkoord december 2013
In december 2013 werd overeenstemming bereikt over een tweejarige begroting waarmee de kans op een nieuwe shutdown voorlopig verdween; minister van Financiën Lew waarschuwde echter dat hiermee het probleem van het schuldenplafond nog niet opgelost was. Op 26 december 2013 ondertekende president Obama de tweejarige begroting.